# 斯基爾佳內
49°1′17″N 35°40′57″E / 49.02139°N 35.68250°E
斯基爾佳內（烏克蘭語：Скиртяне）是烏克蘭東部哈爾科夫州別列斯京區的村莊。該村始建於1881年，面積0.39平方公里，海拔高度128米，2001年人口80，人口密度每平方公里205.1人。